# Melnikow-Permafrost-Institut
Das Melnikow-Permafrost-Institut der Sibirischen Abteilung der Russischen Akademie der Wissenschaften (russisch Институт мерзлотоведения имени П. И. Мельникова СО РАН) ist eine Forschungseinrichtung in Jakutsk, Russland.
2020 sammelte das Institut Daten zur Globalen Erwärmung und forschte zum Auftauen des Permafrostbodens.

## Erfindungen
- Methodik zur Bestimmung der Luftzusammensetzung gefrorenem Bodens.
- Methodik und Gerät zur Bestimmung von Volumen und Dichte von Bodenpartikeln
- Maschine zur Kühlung von Permafrostboden

## Abteilungen
- Laboratorium der allgemeinen Geo-Kryosphäre
- Laboratorium von Permafrost Geothermie
- Laboratorium für Permafrost-Landschaften
- Laboratorium von Permafrost Grundwasser und Geochemie
- Laboratorium von Permafrost Engineering
- Geoinformatikgruppe
- Vilyui Permafrost Forschungsstation
- Nord-Ost Permafrost Station
- Igarka Geokryosphäre Laboratorium
- Kasachstan Alpines Permafrost Laboratorium